# Paul-Henry Chombart de Lauwe
Paul-Henry Chombart de Lauwe (Cambrai, 4 de agosto de 1913-Antony, 11 de enero de 1998), fue un notable sociólogo urbano francés, altamente influenciado por la Escuela de Chicago y uno de los primeros defensores de la planificación participativa.

## Biografía
En los años 30, Paul-Henry Chombart de Lauwe estudió escultura y filosofía en la École des Beaux-Arts, donde también se comenzó a interesar en etnología y sociología. Después de graduarse en filosofía, comenzó a trabajar en Camerún, pero en 1937 regresa a Francia para disolver el servicio militar obligatorio. Después de la derrota del ejército francés en 1940, huyó primero a África del Norte pero regresó a Francia después del armisticio, donde cooperó con la resistencia francesa. En 1942 volvió a escaparse vía España (a través del Valle de Salazar con ayuda de guías locales que lo dirigieron hasta Pamplona) a África del Norte para unirse a las fuerzas aéreas Aliadas como piloto de combate.
La escasez de vivienda de la posguerra hizo que Chombart de Lauwe comience a interesarse en sociología urbana. En 1950, formó el Groupe d'ethnologie sociale para estudiar la historia social de París. Basado en sus investigaciones, propuso cambios significantes para el planeamiento de París, incluyendo acceso público para los monumentos de la ciudad, evitar la segregación de los usos de las áreas residenciales e industriales, un mantra de planeamiento urbano modernista de su época y de compromiso público en proyectos de renovación urbana.

## Publicaciones
- La découverte aérienne du monde, Horizon de France, Paris, 1948
- Paris et l'agglomération parisienne, Presses universitaires de France, Paris, 1952[2]
- Des hommes et des villes, 1965
- Pour une sociologie des aspirations, 1969
- La Culture et le pouvoir, 1975
- La Fin des villes : mythe ou réalité ?, 1982

## Distinciones

### Militares
- Cruz de guerra 1939-1945 ( Francia).